# West Seattle
West Seattle est un quartier de la ville de Seattle dans l'État de Washington au nord-ouest des États-Unis. Partie de la ville située à l'ouest de la Duwamish River, il comprend deux des treize districts de Seattle, Delridge et Southwest. Il fut reconnu comme une ville indépendante (« incorporée ») en 1902 et fut annexé par Seattle en 1907. Parmi les attractions, les parcs en bord de plage le long de l'Elliott Bay et du Puget Sound dont Alki Beach et Lincoln Park. L'endroit est aussi prisé pour la vue offerte sur les Olympic Mountains à l'ouest et la chaine des Cascades à l'est.
Alki Point au nord-ouest de West Seattle fut le premier lieu d'installation en 1851 de Wilhelm Denny et d'un groupe de pionniers, le « Denny Party », avant qu'ils ne s'installent dès l'année suivante dans ce qui est actuellement le centre de Seattle de l'autre côté de la baie.
Le point le plus à l'ouest de Seattle, West Point ne se trouve pas dans ce quartier mais dans celui de Magnolia, au nord de la baie Elliott.

## Source
- (en) Cet article est partiellement ou en totalité issu de l’article de Wikipédia en anglais intitulé « West Seattle, Seattle » (voir la liste des auteurs).